# بایچینتسه
بایچینتسه (به صربی: Bajčince) یک روستا در صربستان است که در پروکوپلیه واقع شده‌است. بایچینتسه ۲۵۸ نفر جمعیت دارد.